# Szenteltvízmedencés-barlang
A Szenteltvízmedencés-barlang a Duna–Ipoly Nemzeti Parkban lévő Visegrádi-hegységben, Dömös területén, a Dobogó-kőn található egyik üreg.

## Földrajzi helyzet
A Dobogó-kő csúcsrégiójában, körülbelül 670 méter tengerszint feletti magasságban, az Eötvös-turistaház és a Miklós-forrás felől feljövő magasfeszültségű vezeték vonalának felső törése között (697 méter) féltávolságban több csoportot alkotó sziklakibúvás van az erdő által takarva. E sziklakibúvás keleti csoportjában van a Szenteltvízmedencés-barlang.

## Leírás
Az üreg szája a lejtő irányába, észak felé néz. Előtere egy körülbelül 4 méter széles, 2 méter magas ívelt sziklaeresz. Ennek bal oldalában van az a kis, többnyire vízzel telt sziklamedence, amelyről az üreg a nevét kapta. Tovább szűk átjáró vezet az üreg fülkéjébe, amely belül kiszélesedik, viszont egyre alacsonyabbá válik. A fülke alját kifelé lejtő kőtörmelék alkotja, oldalfalai, mennyezete változó nagyságú rögöket tartalmazó andezitagglomerátumból áll.
Az üreg teljes hossza a beboltozott előtérrel együtt 5,2 méter, alja befelé egyre emelkedik, így magassága az előtérnél 3 méter körüli, a fülke belsejében pedig 1 méter. Ez a kisebb félhomályos kőfülke 4–5 személy bivakolására alkalmas üreg, bár ennek korábbi megtörténtére utaló nyomok nem találhatók benne.

## Kialakulás
Valószínűleg kimállással keletkezett.

## Kutatástörténet
Eszterhás Istvánék fedezték fel 1997-ben. Ők készítették el az üreg térképét, leírását és fénykép-dokumentációját. A 2001. november 12-én készült Magyarország nemkarsztos barlangjainak irodalomjegyzéke című kézirat barlangnévmutatójában szerepel a Szenteltvízmedencés-barlang. A barlangnévmutatóban meg van említve 1 irodalmi mű, amely foglalkozik az üreggel. A 366. tétel nem említi, a 365. tétel említi. A 2014. évi Karsztfejlődésben megjelent tanulmányban az olvasható, hogy a Visegrádi-hegység 101 barlangjának egyike a Dömösön található Szenteltvízmedencés-barlang, amely 5,2 m hosszú és 1 m magas.